# Cunedda
Cunedda ap Edern (en latin : Cunetacius, en anglais : Kenneth) (386–460) , également connu sous le nom de Cunedda Wledig (le chef en gallois) était un roi breton du Gododdin, qui fonda la dynastie royale de Gwynedd dans le nord du Pays de Galles.

## Généalogie
Le nom Cunedda dérive du mot brittonique (breton ancien) counodagos, qui signifie « bon seigneur ». 
Sa généalogie se retrace jusqu'à un certain Padarn Beisrudd, qui peut littéralement se traduire par Paternus à la Robe Écarlate. Traditionnellement, on imagine Padarn comme un officier romain (ou britto-romain) de rang relativement élevé à qui l'Empereur Magnus Maximus avait confié les troupes des Votadini, stationnées dans la région d'Écosse de Clackmannanshire, vers 380 ou un peu plus tôt. Mais il aurait également pu être un chef frontalier à qui on avait accordé un poste militaire romain, pratique déjà attestée à l'époque le long de la frontière de l'Empire. 
On suppose que la fonction de Padarn en Écosse fut reprise en charge par son fils, Edern (en latin Aeturnus), auquel succéda enfin le fils de ce dernier : Cunedda.

## Hypothèses
Cunedda et ses ancêtres menèrent les Votadini contre les incursions pictes et irlandaises au sud du Mur d'Hadrien. 
Puis les Votadini s'établirent dans le nord du Pays de Galles pour défendre la région contre une invasion irlandaise. Cunedda s'installa en personne sur le territoire des Venedotians, territoire qui devait devenir le centre du royaume de Gwynedd. Deux hypothèses ont été suggérées pour tenter d'expliquer cette action :
- Soit Cunedda agissait sous les ordres de Magnus Maximus (ou de ses successeurs) ;
- Soit il agissait sous les ordres de Vortigern, le haut roi des Britanniques du début de la période suivant l'ère postromaine.

Peter Bartrum situe l'évènement entre la fin de la décennie 370 (en faveur de Magnus Maximus) et celle de 440 (en faveur de Vortigern).
Plusieurs historiens ont mis en doute l'hypothèse selon laquelle Cunedda agissait sous les ordres de Rome. David Dumville rejette en bloc le concept même de délocalisation de féodés entre l'Écosse et le pays de Galles, surtout si l'on considère l'état politique de la Grande-Bretagne romaine, qui aurait eu du mal à exercer un pouvoir centralisé au Ve siècle. 
De plus, Magnus Maximus mourut en 388 et Constantin III quitta la Grande-Bretagne avec les dernières forces militaires romaines en 407, moins d'une génération plus tard. Il apparaît alors très douteux que Rome ait pu exercer une influence directe sur les actions militaires des Votadini, que ce soit via Maximus ou n'importe quel autre émissaire.
Maximus (ou ses successeurs) aurait éventuellement pu laisser le contrôle des frontières aux chefs de guerre locaux à une date plus reculée, mais probablement pas dans les années 370. Les fouilles archéologiques montrent cependant que les Irlandais se sont effectivement installés dans la péninsule de Llŷn et auraient effectivement pu mener des incursions aussi loin que Wroxeter aux alentours du IVe siècle, mais il est difficile de concevoir que les Romains ou les Britanniques aient pu organiser une défense suffisante.
Certains théoriciens, comme Sheppard Frere (en), ont supposé que c'était sans doute Vortigern qui, en adoptant des éléments de diplomatie romaine, fit délocaliser les Votadini au sud, de la même façon qu'il invitait les colonisateurs saxons à protéger d'autres régions de l'île. Si on suit cette version des événements, Vortigern aurait ordonné à Cunedda et à ses sujets de s'établir au Pays de Galles pour réagir aux incursions irlandaises. Ceci aurait alors eu lieu avant l'année 442, date à laquelle les anciens alliés saxons se rebellèrent contre Vortigern.
Le petit-fils supposé de Cunedda, Maelgwn Gwynedd, fut un contemporain de Saint Gildas et les Annales Cambriae (annales du Pays de Galles) fixent sa mort en 547. 
Mais il faut prendre en compte le fait que les généalogies des premiers Gallois sont mises en doute et la plupart des textes mentionnant le nombre et l'identité des héritiers de Cunedda ne datent que du Xe siècle. Mais, en les tenant pour acquis, et en remontant la chronologie, l'hypothèse de Sheppard Frere se tient.

## Postérité
On ne sait presque rien de Cunedda lui-même. Probablement célébré pour sa force, son courage et son aptitude à rallier les forces romano britanniques en difficulté de la région, il parvint, selon la tradition à établir un mariage politique avantageux avec Gwawl, fille de Coel Hen (le chef de Eboracum, qui correspondrait aujourd'hui à York). 
Selon le manuscrit des Harleian genealogies, il aurait eu neuf fils, fondateurs éponymes de petits royaumes : 
- I Tybion l'aîné, mort dans le Gododdin, père de Meirion fondateur du royaume de Meirionydd ;
- II Osfael ap Cunedda, fondateur du royaume d'Osmaeliog ;
- III Rhufon ap Cunedda, fondateur du royaume de Rhufoniog ;
- IV Dunaut, fondateur du royaume de Dunoding ;
- V Ceredig, fondateur du royaume de Ceredigion ;
- VI Afloyg ap Cunedda, fondateur du royaume d'Afflogion.
- VII Einion Yrth ap Cunedda, son successeur dans le royaume de Gwynedd ;
- VIII Dogfael, fondateur du royaume de Dogfeiling ;
- IX Edern ou Edeyrn, fondateur de L'Edeirnion.

## Sources
- (en) Mike Ashley, The Mammoth Book of British Kings and Queens, Robinson (Londres 1998)  (ISBN 1841190969) « Cunedda Lohian (Gododdin) 430s; North Wales 450s-460s. » pp. 141–142.
- (en) Peter Bartrum, A Welsh classical dictionary: people in history and legend up to about A.D. 1000, Aberystwyth, National Library of Wales, 1993, p. 172–173 CUNEDDA WLEDIG. (370).
- (en) Tim Clarkson, The Men of the North. The Britons of southern Scotland, Edinburgh, John Donald, 2010 (ISBN 9781906566180), p. 22, 44–45 Cunedda.
- (en) Kari Maund, The Welsh Kings: Warriors, warlords and princes. The history Press, Stroud 2006  (ISBN 9780752429731)
- (en) Timothy Venning, The Kings and Queens of Wales, Amberley Publishing, Stroud 2013  (ISBN 9781445615776).
- (en) David Walker, Medieval Wales, Cambridge University Press, Cambridge 1990 réédition 1999  (ISBN 0521311535) p. 235